# Yisa Yu
Dans ce nom chinois, le nom de famille, Yu, précède le nom personnel.
Pour les articles homonymes, voir Yu.
Yisa Yu ou Yu Kewei (chinois : 郁可唯 ; pinyin : Yù KeWei), née le 23 octobre 1983 à  Chengdu dans la province du Sichuan en RPC, est une chanteuse chinoise. Elle débute en chantant dans les bars et en participant à plusieurs concours de chant. Sa carrière décolle lorsqu'elle atteint la quatrième place de l'émission Super Girl, diffusée sur Hunan TV en 2009. Ses fans la surnomme Yu jin xiang, ce qui signifie « tulipe ». Elle est aussi connue comme la « Reine des OST »,.

## Jeunesse
Les parents de Yisa Yu sont salariés du groupe Chengdu Aircraft Corporation ou CAC. Elle prend brièvement des cours de chant étant enfant mais abandonne vite. Au collège, Yu participe à un concours national de chant pour les étudiants et bat Li Yuchun, plus connue sous le nom de Chris Lee, pour remporter le premier prix.

## Carrière
Après avoir obtenu son diplôme, Yu chante dans le célèbre bar Lianhua fudi. À cette époque, elle enregistre plusieurs chansons originales et deux albums de reprises.
En 2005, Yisa Yu auditionne sans succès aux sélections de Super Girl à Chengdu. L'année suivante, elle retente et échoue encore une fois. Elle réessaie une troisième fois en 2009 et est cette fois-là sélectionnée pour participer au concours national. En remportant cette première épreuve, elle gagne l’opportunité de faire la couverture de Elle et de participer à la compilation Cover Girls avec les autres chanteuses de la compétition. Là, elle atteint le top 4 avant d'être finalement éliminée.
Peu après la fin de la compétition, elle est invitée à enregistrer la chanson principale de la bande originale de The King of Milu Deer, le premier animé en 3D de Chine. Là, elle devient la première candidate de Super Girl à signer chez un label lorsqu'elle signe avec le label taïwanais Rock Records qui annonce avoir rassemblé ses meilleurs producteurs pour créer le CD. L'album, intitulé Blue Shorts, sort en mai 2010. La même année, elle participe à la bande originale du drama taïwanais à succès The Fierce Wife et à une série de concerts pour fêter les 30 ans du Rock Records.
En 2011, Yu est nommée aux 22e Golden Melody Aawrd dans la catégorie Meilleur nouvel artiste. Cette nomination fait controverse car, étant donne qu'elle a déjà sorti des albums de reprises en Chine continentale avec 2010, cela devrait la rendre inéligible au titre de « nouvelle artiste » à Taïwan,. Elle est finalement disqualifiée. Dans une déclaration, elle dit respecter la décision des juges et ajoute : « J'aimerais remercier les Golden Melody Awards pour la reconnaissance que les juges m'ont offerts. Bien que je sois disqualifiée, cela me donne envie de travailler encore plus dur. »
Son second album, Wei Jia Xing Fu (qui signifie « ajouter un peu de bonheur ») sort en juin 2011 dans lequel elle collabore avec de grands noms de la musique taïwanaise dont le rockeur Wu Bai.
La sortie de son troisième album, Lost Love, se déroule au cours de l'été 2012. L'année suivante, elle participe à l'OST du film Tiny Times (en) qui rapporta 79,7 million de dollars aux box-office américain.
En 2014, elle fait une apparition dans le film We are Young de Youlun Peng.
En 2018, elle postule pour participe à l'émission chinoise Singer sur Hunan Télévision mais n'est pas retenue.

## Discographie

### Albums
- 2010 : Blue Shorts
- 2011 : Wei Jia Xing Fu
- 2012 : Lost Love
- 2014 : Warm Water
- 2016 : 00:00
- 2019 : Walking by the World

### Albums de reprise
Les deux premiers albums ont été publiés sous son vrai nom, Yu Ying Xia (郁英霞).
- 2008 : Paramount
- 2008 : Cabaret
- 2009 : So Charmed Yu's Sound!

## Récompenses
- 2010 : Meilleur nouvel artiste - Continent aux Music Radio China Top Chart Awards[22]
- 2010 : Meilleur nouvel artiste - Continent aux Sina Music 2010 Year Review[23]
- 2010 : Album le plus prometteur - Continent aux Sina Music 2010 Year Review[24]
- 2012 : Chanson de l'année aux 20eChina Music Awards[25]